# Nelson Pereira dos Santos
Nelson Pereira dos Santos (São Paulo, 22 d'octubre de 1928-Rio de Janeiro, 21 d'abril de 2018) va ser un cineasta brasiler, realitzador i protagonista del cinema novo.

## Biografia
Pereira dos Santos va néixer a São Paulo, Brasil. El primer llargmetratge que va dirigir va ser Rio 40°, que es va estrenar en 1955. La pel·lícula és una crònica de la vida a les faveles de Rio de Janeiro, i va influir en altres directors, estimulant el moviment Cinema Novo. En 1963, Pereira dos Santos va ser membre del jurat al 3r Festival Internacional de Cinema de Moscou. El 1981 va ser membre del jurat al 12è Festival Internacional de Cinema de Moscou.
La seva pel·lícula més coneguda fora del Brasil és Como Era Gostoso o Meu Francês (1971). Va ser presentada al 21è Festival Internacional de Cinema de Berlín. La pel·lícula té lloc en el segle XVI i detalla les suposades pràctiques caníbals de la (ara extinta) tribu indígena guerrera Tupinambá contra els colonitzadors francesos i portuguesos del litoral brasiler. La pel·lícula és una espècie de comèdia negra sobre el colonialisme europeu, una que fa ús satíric del tropo modernista brasiler de la antropofàgia (en el sentit de "canibalisme cultural"), recentment reviscut pel moviment del tropicalisme de la dècada de 1960, així com un amarg comentari sobre el genocidi històric de les tribus indígenes a Amèrica Llatina i la destrucció gradual de la seva civilització.
La seva pel·lícula de 1994 A Terceira Margem do Rio es va inscriure al 44è Festival Internacional de Cinema de Berlín.
La seva pel·lícula de 2006, Brasília 18%, explora alguns dels aspectes més foscos de la política brasilera contemporània, com la corrupció política, l'assassinat de testimonis de judici i la rentada de diners.
Pereira dos Santos va ser membre de l'Academia Brasileira de Letras des del 2006, i va ser fundador del curs de graduació en Cinema de la Universitat Federal Fluminense, sent professor de l'Institut d'Art i Comunicació Social d'aquesta casa d'estudis. Va morir el 21 d'abril de 2018, als 89 anys, víctima d'una fallada múltiple d'òrgans a conseqüència d'una pneumònia.

## Filmografia
- 1949 - Juventude (curtmetratge)
- 1955 - Rio, 40 Graus
- 1957 - Rio, Zona Norte[7]
- 1961 - Mandacaru Vermelho
- 1962 - Boca de Ouro
- 1963 - Vidas Secas
- 1967 - El Justicero
- 1968 - Fome de Amor
- 1970 - Azyllo Muito Louco
- 1971 - Como Era Gostoso o Meu Francês
- 1972 - Quem é Beta?
- 1974 - O Amuleto de Ogum
- 1977 - Tenda dos Milagres
- 1980 - Na Estrada da Vida com Milionário & José Rico
- 1982 - Missa do Galo (curtmetratge)
- 1984 - Memórias do Cárcere
- 1987 - Jubiabá
- 1994 - A Terceira Margem do Rio
- 1995 - Cinema de Lágrimas
- 1998 - Guerra e Liberdade - Castro Alves em São Paulo
- 2000 - Casa Grande & Senzala (sèrie documental per TV)
- 2001 - Meu Cumpadre Zé Keti (curtmetratge)
- 2004 - Raízes do Brasil (documental)
- 2006 - Brasília 18%
- 2009 - Português, a Língua do Brasil (documental)
- 2012 - A Música segundo Tom Jobim (documental)
- 2013 - A Luz do Tom (documental)

## Premis i reconeixements
Festival Internacional de Cinema d'Osca
| Any  | Premi                  | Resultat  |
| ---- | ---------------------- | --------- |
| 1997 | Premi Una Vida de Cine | Guanyador |

- Premi OCIC, per Vidas Secas al Festival de Canes (1964)
- Millor pel·lícula per O Amulet de Ogum al Festival de Gramado (1975)
- Més ben director i millor pel·lícula, per Tenda dos Milagres en el Festival de Brasília (1977)
- Premi FIPRESCI, per Memórias do Cárcere al Festival de Canes (1984)
- Gran Coral per Memórias do Cárcere al Festival de l'Havana (1984)
- Premi de l'Associació Paulista de Crítics d'Art per Memórias do Cárcere (1985)